# Muscicapa comitata
A Muscicapa comitata a madarak osztályának a verébalakúak (Passeriformes) rendjéhez és a légykapófélék (Muscicapidae) családjához tartozó faj.

## Rendszerezése
A fajt John Cassin amerikai ornitológus írta le 1857-ben, a Butalis nembe Butalis comitatus néven.  Egyes szervezetek a Bradornis nembe sorolják Bradornis comitata néven.

## Alfajai
- Muscicapa comitata aximensis (W. L. Sclater, 1924)
- Muscicapa comitata camerunensis (Reichenow, 1892)
- Muscicapa comitata comitata (Cassin, 1857)[1]

## Előfordulása
Nyugat- és Közép-Afrikában, Angola, Burundi, Dél-Szudán, Kamerun, a Közép-afrikai Köztársaság, a Kongói Köztársaság, a Kongói Demokratikus Köztársaság, Elefántcsontpart, Egyenlítői-Guinea, Gabon, Ghána, Guinea, Libéria, Nigéria, Sierra Leone, Szudán, Togo és Uganda területén honos. 
Természetes élőhelyei a trópusi és szubtrópusi síkvidéki esőerdők és cserjések, valamint szántóföldek, legelők, ültetvények és másodlagos erdők. Állandó, nem vonuló faj.

## Megjelenése
Testhossza 12 centiméter, testtömege 12–16 gramm.

## Életmódja
Rovarokkal táplálkozik.

## Természetvédelmi helyzete
Az elterjedési területe rendkívül nagy, egyedszáma pedig stabil. A Természetvédelmi Világszövetség Vörös listáján nem fenyegetett fajként szerepel.